# Cirque du Dard
Le cirque du Dard est un cirque naturel de France situé en Savoie, dans le massif de la Vanoise.

## Géographie
Il se trouve au-dessus de Pralognan-la-Vanoise à l'ouest, au nord-est du cirque du Grand Marchet, en bordure du parc national de la Vanoise. Situé à 2 300 mètres d'altitude, il est dominé par la Petite aiguille de l'Arcelin (2 649 m) au nord, la Grande aiguille de l'Arcelin (2 761 m) au nord-est, la pointe du Dard (3 204 m) au sud'est et le Grand Marchet (2 651 m) à l'ouest. Les glaciers de la Vanoise se trouvent à l'est avec le glacier de l'Arcelin, au sud-est et au sud avec le glacier du Dard, ce dernier étant à l'origine du creusement du cirque.
Le cirque est parcouru par le torrent du Dard, torrent affluent du Rhône via le Doron de Pralognan, le Doron de Bozel et l'Isère. Il est traversé par un sentier de randonnée entre sa partie aval et le col du Grand Marchet au sud-ouest et qui fait partie du tour des Glaciers de la Vanoise.

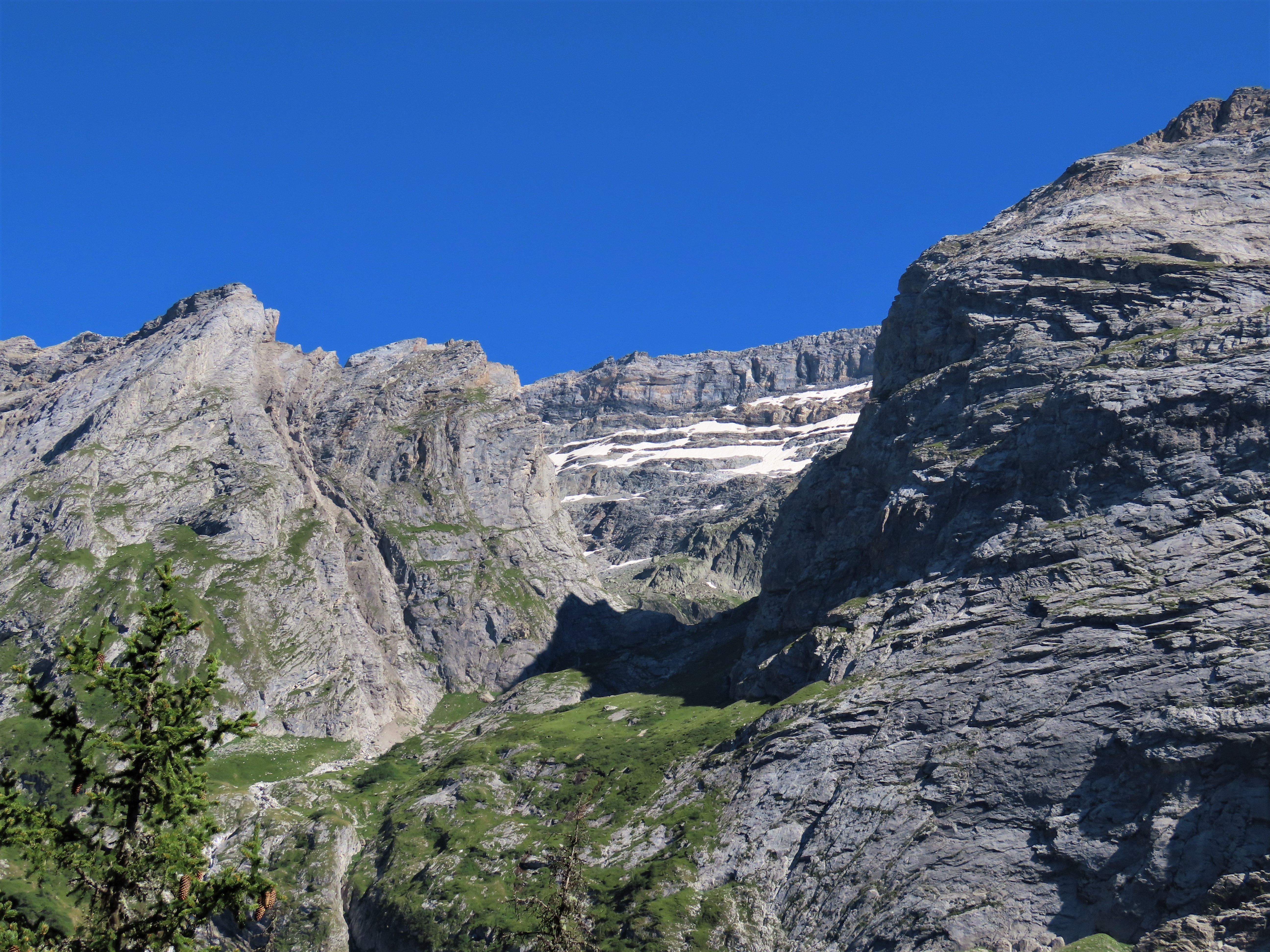
Vue depuis le vallon de la Glière au nord-ouest du cirque entre la Petite aiguille de l'Arcelin à gauche et le Grand Marchet à droite avec au fond la pointe du Dard.